# Sentinel Island Lighthouse
Sentinel Island Lighthouse ist ein Leuchtturm (englisch Lighthouse) im US-Bundesstaat Alaska. Er steht auf der gleichnamigen Felseninsel im Lynn Canal.

## Geschichte
Der Klondike-Goldrausch machte die Inside Passage in den 1890er Jahren zu einem wichtigen Seeweg von und nach Alaska. Durch felsige Küsten, eine starke Gezeitenströmung, häufigen Regen und Nebel war die Navigation in der Passage besonders anspruchsvoll. Bis 1898 wurden bereits mehr als 300 Schiffsunfälle gezählt und aus diesem Grund wurden Forderungen nach Schifffahrtszeichen laut. In einem Bericht an den Kongress der Vereinigten Staaten gab der Leiter des Thirteenth Lighthouse Districts zwei Stationen die höchste Priorität: Sentinel Island und Five Finger Islands. Der Kongress bewilligte daraufhin den Bau dieser Leuchttürme. Beide Leuchtfeuer gingen am 1. März 1902 in Betrieb. In den kommenden drei Jahren wurden dann noch sieben weitere Leuchttürme in der Inside Passage errichtet.

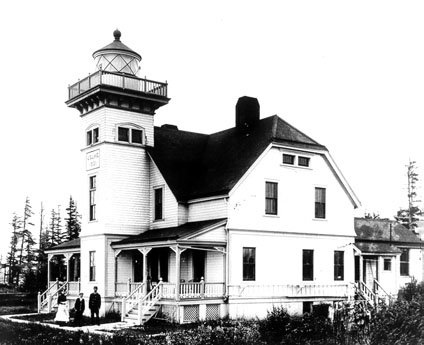
Das Leuchtturmgebäude von 1902

Der 1902 auf Sentinel Island errichtete Leuchtturm war aus Holz mit einem Haus für die Leuchtfeuerwärter. In der stählernen Laterne war eine Fresnel-Linse vierter Ordnung installiert.
In den 1930er Jahren begann das U.S. Bureau of Lighthouses mit dem Ersatz der aus Holz gebauten Leuchttürme in Alaska. Der neue Turm auf Sentinel Island entstand 1935 im Art-déco-Stil aus Beton. Die ursprüngliche Laterne wurde wieder verwendet und das alte Gebäude diente noch bis 1966, dem Jahr der Automatisation, als Wohnhaus. Das alte Bauwerk wurde 1971 abgerissen. Zwischenzeitlich ist die alte Optik durch eine VRB-25 ersetzt worden.
Am 2. Dezember 2002 wurden der Leuchtturm und die umliegenden Gebäude unter der Bezeichnung Sentinel Island Light Station als Historic District anerkannt und in das National Register of Historic Places aufgenommen.